# 济南商河通用机场
济南商河通用机场是一座A1级通用机场，位于中国山东省济南市商河县玉皇庙镇。机场东邻商河经济开发区，南邻济阳区，西靠德州市临邑县，距离商河县城区约18公里，距离新旧动能转换起步区20公里，距离济南主城区50公里。机场由商河县人民政府和济南轨道交通集团共同投资建设，占地538.80亩，概算投资5.78亿元。
机场于2020年6月28日开工建设，2021年9月10日飞行区通过竣工验收，10月12日试飞成功，2022年1月17日正式开航。飞行区等级2B，跑道长800m、宽30m，停机坪面积7.27万平方米、设21个固定翼机位和3个直升机机位；航站区建有综合业务楼、塔台、机库、动力中心等6个单体工程，建筑面积为1.63万平方米。